# Pollenia nitidiventris
Pollenia nitidiventris är en tvåvingeart som först beskrevs av Jacques-Marie-Frangile Bigot 1888.  Pollenia nitidiventris ingår i släktet vindsflugor, och familjen spyflugor.
Artens utbredningsområde är Frankrike. Inga underarter finns listade i Catalogue of Life.